# Prosciutto (personaje)
Prosciutto (プロシュート, Puroshūto) es un antagonista menor participante en la serie de JoJo's Bizarre Adventure: Golden Wind.

## Apariencia
Prosciutto es un hombre de cuerpo delgado, pelo corto rubio y trenzados en tres esteras cortas en la parte posterior de la cabeza. Sus pestañas inferiores son gruesas, y sus dientes superiores son algo pronunciados, siendo representados con cierto ligero énfasis cada vez que abre su boca.
Prosciutto viste un traje oscuro con un diseño parecido a una tela de araña que corre a lo largo de él, bajo el cual lleva una camisa brillante color amarillo claro. Prosciutto tiene un cuello oscuro por un gran colgante estilizado alrededor de su cuello.

## Personalidad
Prosciutto es una persona bastante seria. Se nos presenta como un hombre que siempre se enfoca en su misión y se adhiere al lema de	La Squadra Esecuzioni, el de mantener un terreno incluso cuando se tiene una herida mortal, lo cual lo pone en práctica y espera que todos sus subordinados también hagan lo mismo. No tolera ningún declive de esa actitud, especialmente cuando es de sus compañeros y subordinados. Suele ser muy decidido, resolviendo cualquier obstáculo con eficiencia fría, y llevando a cabo sus objetivos sin dudar.
A pesar de su comportamiento serio y frío, también se muestra que tiene un lado un tanto cariñoso y preocupado hacia sus compañeros. Como el superior del dúo de asesinos, Prosciutto frecuentemente señala la falta de confianza de su compañero Pesci en sus propias habilidades y en múltiples ocasiones trata de consolarlo y convencerlo de sus propias capacidades. Esta confianza no es infundada, sin embargo, como Bruno Bucciarati menciona durante su batalla con Pesci que las habilidades de Pesci son más peligrosas que las del mismo Prosciutto.
También posee una fuerte voluntad, como se demuestra cuando sufre heridas casi mortales de ser atrapado en las ruedas del tren y utiliza la última de su determinación con sus pocas fuerzas el mantener la habilidad de su Stand activada durante el mayor tiempo posible.

## Habilidades
Prosciutto utiliza la habilidad de su Stand The Grateful Dead para envejecer a las personas en un gran rango, dependiendo de su temperatura corporal.

## Sinopsis
Prosciutto y Pesci, son enviados contra Bucciarati y el resto de sus compañeros para capturar a Trish Una con el fin de averiguar la identidad de El Jefe. Aunque se las arreglan para alcanzar a la pandilla en el tren que se dirige a Florencia, pronto los pierden vista debido al Stand de una tortuga.
Con el fin de eliminar a la pandilla, Prosciutto decide usar su Stand, The Grateful Dead, para envejecer a todos a bordo del tren. Esto obliga a Guido Mista a salir de su escondite para tratar de detener el efecto del envejecimiento. Después de que Mista tenga una pequeña pelea contra Pesci, Prosciutto es capaz de derribar a Mista por detrás y usar su propia pistola para dispararle en la cabeza, matándolo supuestamente. Poco después, cuando Prosciutto y Pesci son capaces de encontrar la tortuga en el que a la pandilla se escondía, Bucciarati se ve obligado a salir y luchar. Después de una breve pelea, Bucciarati logra usar su Sticky Fingers para hacer que Prosciutto caiga del tren. Por pura suerte, Prosciutto logra atraparse en las ruedas del tren y apenas sobrevivir con sus heridas mortales. Sabiendo que iba a morir, decidió usar su Stand y mantenerlo el tiempo suficiente para darle a Pesci la oportunidad de matar al grupo y robar a Trish. Cuando Pesci murió a manos de Bucciarati, Prosciutto perdió su voluntad para vivir y murió junto con él.

## Otras apariciones

### Videojuegos

#### JoJo no Kimyō na Bōken: Ōgon no Kaze
Prosciutto aparece como el enemigo enfrentado en el capítulo 8 de Super Story Mode, y como un enemigo de apoyo en el capítulo 9. Todos sus ataques implican tener a The Grateful Dead atacando a Bucciarati con sus manos grandes. A lo largo de la pelea, si Bucciarati entra en contacto con la niebla dejada por The Grateful Dead, comenzará a envejecer mientras su vitalidad se drena lentamente. El efecto cesará si el Stand de Bucciarati "Breaks" Prosciutto, o si The Grateful Dead se apaga manualmente. Su ataque más poderoso involucra a The Grateful Dead agarrando a Bucciarati e infligiendo un puñetazo fuerte muy poderoso. "Secret Factors" durante este escenario tienen un impacto notablemente mayor en la lucha que simplemente restaurar y aumentar la vitalidad de Bucciarati.

#### JoJo's Bizarre Adventure: Eyes of Heaven
Prosciutto y su Stand, The Grateful Dead, aparecen como el primer peligro en el escenario de la "Estación de Trenes de Nápoles", paseando por el área central. Cuando él aparece, los combatientes que entran dentro del rango de él, serán frenados debido a su capacidad de envejecimiento. Tanto él como su Stand tienen una barra de salud, y desaparecerán del campo de batalla si son golpeados. La única manera de que los jugadores deshagan el efecto de envejecimiento es derrotando a Prosciutto o cogiendo bloques de hielo en el escenario.
Después de que Prosciutto sea derrotado, Pesci aparecerá para tomar su lugar.